# Hans de Wit
Johannes Hendrik Wilhelmus (Hans) de Wit (Krommenie, 2 juni 1946 − Broek op Langedijk, 22 januari 2018) was een Nederlands hoogleraar Corrosietechnologie en Elektrochemie.

## Biografie
De Wit promoveerde in 1975 aan de Universiteit Utrecht op Investigations on the nonstoicheiometry of indiumsesquioxide, een bundel van eerder verschenen artikelen. Hij werd daarna benoemd aan de Technische Hogeschool Delft waar hij in 1986 zijn inaugurele rede hield aan de Tussenafdeling der Metaalkunde. De Wit deed onderzoek aan naar elektrochemische meetmethoden, met als doel om corrosie en de beschermende werking van corrosiewerende coatings in beeld te brengen. De toepassingen daarvan bestrijken een breed gebied, bijvoorbeeld in de automobielindustrie en in de offshore.
Bij de Tussenafdeling der Metaalkunde werkte hij mee aan een achtdelige reeks over Corrosie en corrosiebestrijding die werd uitgegeven onder auspiciën van het Nederlands Corrosie Centrum. Hij was ook clusterleider van het Netherlands Institute for Metals Research en het Materials innovation institute. Daarnaast werkte hij mee aan tientallen artikelen, voornamelijk over corrosie, laatstelijk in 2014.
Van 1 september 1996 tot 1 november 2002 was De Wit als Chief Technology Officer verbonden aan Koninklijke Hoogovens en Staalfabrieken N.V., eerst als directeur Research & Development, als laatste als Chief Technology Officier for Research & Development. Van 2002 tot 2005 was De Wit lid van de Raad van Bestuur van TNO. Van 2010 tot 2016 was hij voorzitter van de Stichting Historie der Techniek.
Hij ging op 21 maart 2012 met emeritaat. Prof. dr. J.H.W. de Wit overleed begin 2018 op 71-jarige leeftijd.